# Florian Maurice
Florian Maurice (* 20. Januar 1974 in Sainte-Foy-lès-Lyon) ist ein ehemaliger französischer Fußballspieler. Bis zu seinem Karriereende stand der Stürmer bei sechs französischen und einem spanischen Verein unter Vertrag.

## Karriere

### Verein
Maurice startete seine Karriere im Nachwuchs des unterklassigen FC Francheville und kam von dort im Jahre 1986 ins Jugendinternat von Olympique Lyon. Zum Profikader der Ostfranzosen gehörte ab der Saison 1991/92. Doch auf seinen ersten Ligue 1-Einsatz musste er noch ein Jahr warten. Im August 1992 durfte der damals 18-jährige dann das erste Mal in Frankreichs höchster Spielklasse auflaufen. Sein endgültigen nationalen Durchbruch kam mit der Spielzeit 1994/95, als er 15 Ligatore erzielte. In der Folgesaison markierte er 18 Treffer. 1996 wurde Maurice' steiler Aufstieg durch eine hartnäckige Achillessehnenverletzung unterbrochen. Er brauchte mehrere Monate, um sich von dieser Verletzung wieder zu erholen. Im Sommer 1997 entschied er sich zum Ligakonkurrenten Paris Saint-Germain zu wechseln. Schon nach seinem ersten Jahr in Paris gewann er mit dem Team die Coupe de France und die Coupe de la Ligue gewinnen. Nach 29 Spielen und sieben Treffern entschied er den Verein nach nur einem Jahr wieder zu verlassen und unterzeichnete einen Vertrag bei Olympique Marseille. In seinem ersten Jahr bei Marseille fand Maurice zu alter Stärke zurück und netzte für die Hafenstädter 14 mal. Am Ende der Spielzeit wurde das Finale des UEFA-Cups erreicht, allerdings musste man sich dem AC Parma mit 0:3 geschlagen geben. In den kommenden zwei Jahren warfen ihn immer wieder kleinere Verletzungen zurück, so dass er es schwer hatte sich für die Startformation zu empfehlen.
Im Sommer 2001 entschied sich Maurice für einen Wechsel ins Ausland und heuerte bei Celta de Vigo in Spanien an. Nach einem enttäuschenden Jahr kehrte er den Spaniern den Rücken und kehrte in die Ligue 1 zurück, um von da an für den SC Bastia auf Torejagd gehen zu können. Nach dem Auslaufen seines Vertrages im Sommer 2004 erhielt er keine Verlängerung bei Bastia, so dass ein erneuter Wechsel nötig war. Mit dem FC Istres fand er einen neuen Arbeitgeber. Dort schaffte Maurice es in 14 Spielen nicht, ein Tor zu erzielen, so dass dieses Kapitel bereits nach einem halben Jahr beendet wurde. In der Ligue 2 beim LB Châteauroux versuchte er nochmals einen Neuanfang, entschied aber mit Beendigung der Saison 2004/05, seine Profi-Karriere zu beenden.

### Nationalmannschaft
Nach seinen guten Auftritten im Ligaspielbetrieb der Saison 1995/96 wurde Maurice für die U-21 Frankreichs eingeladen, um bei der U-21-Fußball-Europameisterschaft 1996 teilnehmen zu dürfen. Am Ende wurde der 3. Platz belegt. Noch im gleichen Jahr wurde er für das Team der Olympischen Sommerspiele berufen. Sein Debüt für die französische A-Nationalmannschaft gab er im August 1996, als er vom damaligen Trainer Aimé Jacquet berufen wurde. Durch Verletzungen war seine Karriere in der Nationalmannschaft nur von kurzer Dauer. Sein letztes Spiel für die Les Bleus war beim 3:0-Sieg im November 1999 gegen Kroatien. Dabei feierte Maurice seinen ersten und einzigen Torerfolg.
Zu einem großen Turnier wie der Fußball-Europameisterschaft oder Fußball-Weltmeisterschaft wurde Maurice nie eingeladen.

## Erfolge
- 1997 Coupe de la Ligue mit Paris Saint-Germain
- 1997 Coupe de France mit Paris Saint-Germain